# Чилляхана (Туркестан)
Чилляхана (каз. Шілдехана) — памятник истории и архитектуры XIV века в городе Туркестане, в 22 м к ceвеpo-западу от мавзолея Ходжи Ахмеда Ясави, на территории туркестанского некрополя. С 1982 года входит в список памятников истории и культуры Казахстана республиканского значения.
Согласно местным легендам сооружение связано со склепом, в который якобы по приказу Тимура были перенесены останки из могил кладбища, потревоженные при возведении мавзолея Ходжи Ахмеда Ясави.
Здание представляет собой руинированную полуподземную постройку, сохранившаяся часть которой находится под землёй, на глубине 2 м от поверхности. В плане — прямоугольное помещение, вытянутое параллельно зданию мавзолея Ясави. Сохранились основания четырёх низких арок со следами гипсовой штукатурки и полы с толстым слоем гипсовой стяжки. Реконструкция перекрытия позволяет предположить, что близким аналогом постройки мог быть свод Большого Аксарая мавзолея Ясави.